# Corythucha morrilli
Corythucha morrilli är en insektsart som beskrevs av Henry Fairfield Osborn och Drake 1917. Corythucha morrilli ingår i släktet Corythucha och familjen nätskinnbaggar. Inga underarter finns listade i Catalogue of Life.